# M.I.D.E.
'M.I.D.E. es una nomenclatura empleada en senderismo para medir el nivel de dificultad de una ruta. Fue creada en 2002 por el Gobierno español de Aragón.
M.I.D.E. da información en una escala de 1 a 5 (en nivel creciente de dificultad) sobre:
- Medio: Nivel de riesgo de la ruta
- Itinerario: Nivel de señalización del itinerario
- Desplazamiento: Dificultad de la ruta
- Esfuerzo: Duración de la ruta

- Datos: Q5988134